# OG-1: Oficina Gulf 1
OG-1: Oficina Gulf 1 u Oficina N.º 1 era un pozo petrolero de la Gulf Oil Company que se completó en la fecha del 16 de julio de 1937, aproximadamente después de 4 años de haber iniciado sus labores de perforación en el corazón de lo que es hoy es la ciudad de El Tigre, estado Anzoátegui. Fue cerrado en 1953 con una producción de 1.101.921 barriles de crudo, 67.138 barriles de agua y 1.102.803 M.P.C de gas Fue denominado así  por la “O” (oficina de telégrafo instalada desde Cipriano Castro que servía de medio de comunicación a los comerciantes de ganado que transitaban por la mesa de Guanipa, ubicada en lo que es hoy día el centro de El Tigrito), “G” por Gulf, y “1” , por ser el primer pozo.
Actualmente el OG-1 es el principal monumento histórico de El Tigre, ya que se le atribuye el origen de su fundación cuando se iniciaron las labores de perforación en la fecha 23 de febrero de 1933. Además, fue el primer pozo petrolero en Los Llanos del este venezolano.
En lo que se conoce hoy como Campo Oficina, las empresas Gulf Oil y Mene Grande Oil Co. seleccionaron esa ubicación geográfica para perforar el terreno y asentar la cabria para encontrar petróleo. El equipo que ejecutó esos trabajos eran de origen norteamericano (Jully Mc Spadden y Pat Turner Carter) y venezolano (mayormente margariteños: Jesús Subero, Cleto Quijada, Cándido Zabala y Ruperto Marcano, entre otros). En el 16 de julio de 1937 reventó el pozo a la profundidad de 6.814 pies, lo que posibilitó la confirmación de que en la llamada Mesa de Guanipa había un yacimiento petrolífero.
Este hecho desencadenó en la fundación de la ciudad de El Tigre, debido a la llegada de personas de origen venezolano como extranjeros atraídos por el probable progreso y crecimiento de la localidad en donde estaba ubicado el pozo OG-1, ya que el mercado petrolero estaba en esos momentos en ebullición y su crecimiento era acelerado. Para conmemorar los 50 años de fundación de El Tigre, en el año 1987 se declaró patrimonio histórico al OG-1.

## Ubicación
Está ubicado en la zona petrolera de la Faja Petrolera del Orinoco en El Tigre, Estado Anzoátegui, Venezuela en la urbanización de Campo Oficina cerca del centro de la ciudad de El Tigre justo casi al lado de Servicio Administrativo de Identificación, Migración y Extranjería.